# Grand Prix-wegrace van Duitsland 1982
De Grand Prix-wegrace van Duitsland 1982 was veertiende en laatste Grand Prix van het wereldkampioenschap wegrace in het seizoen 1982. De races werd verreden op 26 september 1982 op de Hockenheimring nabij Hockenheim. In deze Grand Prix werden de wereldtitels in de 250 cc-, de 350 cc- en de zijspanklasse beslist.
Voor de 350cc-klasse was dit haar allerlaatste mijlpaal. Ze verdween van de WK-kalender en reed in Hockenheim voor het laatst in WK-verband. 

## Algemeen
Voor aanvang van de Duitse Grand Prix lag de druk vooral op Duitse coureurs: Toni Mang kon nog wereldkampioen 250- en 350 cc worden. In de 250cc-klasse had hij acht punten achterstand op Jean-Louis Tournadre, die minder wedstrijden gewonnen had en daarom - bij winst van Mang - ten minste vierde moest worden. In de 350cc-klasse had Mang vijf punten voorsprong op Didier de Radiguès. Als De Radiguès zou winnen moest Mang ten minste derde worden. Theoretisch lag hier ook nog een kansje voor Jean-François Baldé. Volkomen onverwacht lag er ook nog een beetje druk op zijspancoureur Werner Schwärzel, die met bakkenist Andreas Huber zijn kampioensfeest al in Italië gevierd had, maar door de FIM met beide voeten op de aarde werd gezet toen die pas in de tweede week van september had uitgerekend dat er bij de Finse GP ontzettend geblunderd was met de puntentoekenning, waardoor Rolf Biland/Kurt Waltisperg ook nog wereldkampioen zouden kunnen worden. Als zij wonnen zou Schwärzel wel aan een negende plaats genoeg hebben. 

## 500 cc
Marco Lucchinelli was erop gebrand als afsluiting van het seizoen een race te winnen, want de regerend wereldkampioen had in het hele seizoen niet eens een podiumplaats gescoord. Hij nam in de race even de leiding, maar werd al snel teruggedrongen door Freddie Spencer. Die bouwde een voorsprong op op Randy Mamola en Franco Uncini, die op hun beurt weer twintig seconden voor Loris Reggiani en Virginio Ferrari reden. In de laatste drie ronden begon Spencer echter snelheid te verliezen, waardoor Mamola en Uncini aansloten. Mamola passeerde Spencer in de Sachskurve, maar toen Unicini hetzelfde probeerde raakte zijn voorwiel het achterwiel van Spencer, waardoor beiden vielen. Zo won Mamola zijn eerste Grand Prix van het seizoen, maar Lucchinelli profiteerde niet van de valpartijen, hij werd slechts vijfde.

### Uitslag 500 cc
| Pos | Coureur              | Merk              | Tijd     | Grid     | Punten |
| --- | -------------------- | ----------------- | -------- | -------- | ------ |
| 1   | Randy Mamola         | HB-Suzuki         | 39"15'60 | 5        | 15     |
| 2   | Virginio Ferrari     | HB-Suzuki         | 39"36'56 | 9        | 12     |
| 3   | Loris Reggiani       | Gallina-Suzuki    | 39"37'33 | 8        | 10     |
| 4   | Takazumi Katayama    | RSC-Honda         |          | 7        | 8      |
| 5   | Marco Lucchinelli    | RSC-Honda         |          | 3        | 6      |
| 6   | Marc Fontan          | Sonauto-Yamaha    |          |          | 5      |
| 7   | Boet van Dulmen      | Ergon-Suzuki      |          | 12       | 4      |
| 8   | Sergio Pellandini    | Suzuki            |          |          | 3      |
| 9   | Philippe Coulon      | Suzuki            |          |          | 2      |
| 10  | Jon Ekerold          | Cagiva            |          |          | 1      |
| 11  | Michel Frutschi      | Sanvenero         |          |          |        |
| 12  | Guido Paci           | Yamaha            |          |          |        |
| 13  | Peter Sjöström       | Suzuki            |          |          |        |
| 14  | Ernst Gschwender     | Suzuki            |          |          |        |
| 15  | Walter Magliorati    | Suzuki            |          |          |        |
| 16  | Philippe Robinet     | Suzuki            |          |          |        |
| 17  | Jean Lafond          | Fior              |          |          |        |
| 18  | Alfons Ammerschlager | Suzuki            |          |          |        |
| 19  | Steve Williams       | Suzuki            |          |          |        |
| 20  | Henk de Vries        | Suzuki            |          | 28       |        |
| 21  | Josef Hage           | Yamaha            |          |          |        |
| 22  | Peter Looijesteijn   | Suzuki            |          | 38       |        |
| 23  | Klaus Klein          | Suzuki            |          |          |        |
| 24  | Giovanni Pelletier   | Morbidelli        |          |          |        |
| 25  | Gerhard Treusch      | Suzuki            |          |          |        |
| DNF | Graeme Crosby        | Marlboro-Yamaha   | Val      | 6        |        |
| DNF | Franco Uncini        | Gallina-Suzuki    |          | 2        |        |
| DNF | Freddie Spencer      | RSC-Honda         | Val      | 1        |        |
| DNF | Kork Ballington      | Kawasaki          | Val      | 10       |        |
| DNF | Jack Middelburg      | HB-Suzuki         |          | 4        |        |
| DNF | Franck Gross         | GPA-Suzuki        |          |          |        |
| DNF | Steve Parrish        | Yamaha            |          |          |        |
| DNF | Leandro Becheroni    | Suzuki            |          |          |        |
| DNF | Stuart Avant         | Suzuki            |          |          |        |
| DNF | Seppo Rossi          | Suzuki            |          |          |        |
| DNF | Víctor Palomo        | Suzuki            |          |          |        |
| DNF | Andreas Hofmann      | Yamaha            |          |          |        |
| DNF | Wolfgang von Muralt  | Suzuki            |          |          |        |
| DNF | Gustav Reiner        | Suzuki            |          |          |        |
| DNQ | Graziano Rossi       | Marlboro-Yamaha   | Blessure | Blessure |        |
| DNQ | Kenny Roberts        | Yamaha            | Blessure | Blessure |        |
| DNQ | Ángel Nieto          | RSC-Honda         | Blessure | Blessure |        |
| DNS | Didier de Radiguès   | Chevallier-Yamaha |          |          |        |

### Top tien eindstand 500 cc
| Pos. | Coureur           | Merk               | Ptn. |
| ---- | ----------------- | ------------------ | ---- |
| 1    | Franco Uncini     | Gallina-Suzuki     | 103  |
| 2    | Graeme Crosby     | Marlboro-Yamaha    | 76   |
| 3    | Freddie Spencer   | RSC-Honda          | 72   |
| 4    | Kenny Roberts     | Yamaha             | 68   |
| 5    | Barry Sheene      | John Player-Yamaha | 68   |
| 6    | Randy Mamola      | HB-Suzuki          | 65   |
| 7    | Takazumi Katayama | RSC-Honda          | 48   |
| 8    | Marco Lucchinelli | RSC-Honda          | 43   |
| 9    | Kork Ballington   | Kawasaki           | 31   |
| 10   | Marc Fontan       | Sonauto-Yamaha     | 29   |

## 350 cc
Na de spannende 250cc-race waarin de Duitsers (met name Manfred Herweh) niet konden voorkomen dat Jean-Louis Tournadre ten koste van Toni Mang wereldkampioen werd, hadden ze hun zaken in de 350cc-race beter voor elkaar. Mang kon weglopen van concurrent Didier de Radiguès, die door Herweh en Martin Wimmer in de tang genomen werd. De Chevallier-Yamaha liep niet goed en De Radiguès moest een pitstop maken om een vetgeslagen bougie te laten vervangen. Hij liep een ronde achterstand op en daarmee was de spanning uit de race. Herweh, die Wimmer en Mang in Duitse kampioensraces al twee keer verslagen had, pakte de eerste plaats, maar de tweede positie was voor Mang ruim voldoende om de wereldtitel te grijpen.  

### Uitslag 350 cc
| Didier de Radiguès kon nog wereldkampioen worden, maar dan moest hij winnen en mocht Toni Mang niet hoger eindigen dan de vierde plaats. Daarom had teameigenaar Alain Chevallier niet minder dan vijf Chevallier-Yamaha's meegebracht, waarvan drie betrouwbare machines en twee die meer op topsnelheid getuned waren. Naast De Radiguès kregen Eric Saul en Thierry Espié een dergelijke machine met een duidelijke opdracht: Toni Mang van de derde plaats af houden. De Radiguès bereidde zich ook goed voor: Hij trainde uiteraard in de 350cc-klasse, maar ook in de 250cc-klasse. Die laatste training was puur bedoeld om het circuit te leren kennen, want om blessures te voorkomen ging hij daarin niet van start. Mang had op zijn beurt het circuit speciaal afgehuurd om met zijn beide 350cc-Kawasaki's meer dan 50 ronden te trainen. |

| Pos | Coureur             | Merk              | Tijd     | Grid     | Punten   |
| --- | ------------------- | ----------------- | -------- | -------- | -------- |
| 1   | Manfred Herweh      | Yamaha            | 43"52'27 | 8        | 15       |
| 2   | Toni Mang           | Kawasaki          | 43"52'64 | 1        | 12       |
| 3   | Eric Saul           | Chevallier-Yamaha | 44"55'13 | 4        | 10       |
| 4   | Wolfgang von Muralt | Yamaha            |          |          | 8        |
| 5   | Alan North          | Bimota-Yamaha     |          |          | 6        |
| 6   | Pekka Nurmi         | Yamaha            |          | 9        | 5        |
| 7   | Jacques Cornu       | Yamaha            |          | 10       | 4        |
| 8   | Roger Sibille       | Yamaha            |          |          | 3        |
| 9   | Jean-François Baldé | Kawasaki          |          | 3        | 2        |
| 10  | Franz Kaserer       | Yamaha            |          |          | 1        |
| 11  | Bodo Schmidt        | Yamaha            |          |          |          |
| 12  | Didier de Radiguès  | Chevallier-Yamaha |          | 2        | +1 ronde |
| 13  | Mladen Tomic        | Yamaha            |          |          | +1 ronde |
| 14  | Edwin Weibel        | Yamaha            |          |          | +1 ronde |
| 15  | Pierre Bolle        | Yamaha            |          |          | +1 ronde |
| 16  | Josef Hutter        | Yamaha            |          |          | +1 ronde |
| 17  | Thierry Feuz        | Yamaha            |          |          | +1 ronde |
| 18  | Attilio Riondato    | Yamaha            |          |          | +1 ronde |
| 19  | Gunnar Bruhn        | Yamaha            |          |          | +1 ronde |
| 20  | Massimo Matteoni    | Yamaha            |          |          | +1 ronde |
| DNF | Christian Sarron    | Yamaha            |          |          |          |
| DNF | Mar Schouten        | Yamaha            |          | 19       |          |
| DNF | Karl-Thomas Grässel | Yamaha            |          | 7        |          |
| DNF | Martin Wimmer       | Yamaha            |          | 6        |          |
| DNF | Patrick Fernandez   | Bimota-Bartol     |          |          |          |
| DNF | Tony Head           | Armstrong         |          |          |          |
| DNF | Thierry Espié       | Chevallier-Yamaha |          | 5        |          |
| DNF | Reino Eskelinen     | Yamaha            |          |          |          |
| DNS | Jeffrey Sayle       | Armstrong         |          |          |          |
| DNS | Siegfried Minich    | Rotax             |          |          |          |
| DNS | Carlos Lavado       | Yamaha            | Blessure | Blessure | Blessure |

### Top tien eindstand 350 cc
| Pos. | Coureur             | Merk                        | Ptn. |
| ---- | ------------------- | --------------------------- | ---- |
| 1    | Toni Mang           | Kawasaki                    | 81   |
| 2    | Didier de Radiguès  | Chevallier-Yamaha           | 64   |
| 3    | Jean-François Baldé | Kawasaki                    | 59   |
| 4    | Eric Saul           | Chevallier-Yamaha           | 52   |
| 5    | Carlos Lavado       | Yamaha                      | 36   |
| 6    | Alan North          | Bimota-Yamaha               | 31   |
| 7    | Jacques Cornu       | Yamaha                      | 31   |
| 8    | Christian Sarron    | Yamaha                      | 28   |
| 9    | Patrick Fernandez   | Bimota-Bartol               | 21   |
| 10   | Gustav Reiner       | Bimota-Yamaha / Bimota-Solo | 19   |

## 250 cc
Het dilemma van Martin Wimmer, wel of niet steun verlenen aan Toni Mang, loste zichzelf tijdens de opwarmronde al op, want zijn machine viel stil omdat de bouten van de cilinderkop niet waren vastgedraaid. Didier de Radiguès (vierde trainingstijd) startte niet omdat hij zich wilde sparen voor de 350cc-race. Jean-Louis Tournadre startte vanaf de twaalfde plaats goed, maar kon toch niet voorkomen dat hij in de tweede groep terechtkwam. De kopgroep bestond uit Thierry Espié, Christian Estrosi, Paolo Ferretti, Roland Freymond en Toni Mang, de tweede groep uit Patrick Fernandez, Jean-Louis Guignabodet, Manfred Herweh, Sito Pons, Jean-Marc Toffolo en Tournadre. Mang liep van de groep weg, maar was in gezelschap van Espié en Ferretti en die drie wisselden regelmatig de koppositie. Freymond viel terug, net als Estrosi, maar die laatste was wellicht al aan zijn opdracht bezig: niet vóór Tournadre finishen. Intussen verleende Herweh steun aan Mang door Tournadre waar hij kon in de weg te rijden en soms zelfs bijna naast de baan te duwen. Ferretti kon Mang uiteindelijk niet volgen en Espié schoot een keer rechtdoor waardoor hij ook de aansluiting verloor. Mang kon zo ongehinderd de race winnen, maar Estrosi en Fernandez verhinderden verdere aanvallen van Herweh op Tournadre. Ferretti werd tweede en Espié derde, maar de Fransen wisten, uitgefloten door het Duitse publiek, Tournadre naar de vierde plaats en de wereldtitel te loodsen. Toni Mang was echter wel sportief en was de eerste die Tournadre feliciteerde. 

### Uitslag 250 cc
| Privérijder Jean-Louis Tournadre stond aan de leiding van het WK, met acht punten voorsprong op Toni Mang, maar hij zou het op de snelle Hockenheimring met zijn privé-Yamaha niet makkelijk krijgen. Als Mang won moest hij ten minste vierde worden. Al op vrijdagavond probeerde een Franse journalist de andere Fransen te bewegen Tournadre bij te staan. Op dat moment weigerden ze, met uitzondering van Christian Sarron. Jean-François Baldé reed voor Kawasaki, net als Mang, en de Pernod-rijders Christian Estrosi en Thierry Espié wilden hun sponsors niet teleurstellen. Op zaterdagavond was de situatie van Tournadre nog nijpender geworden, want hij had slechts de twaalfde startplaats bereikt, terwijl Estrosi en Espié tweede en derde stonden. Op zaterdagavond werd een tweede poging gedaan en uiteindelijk vertelde een vertegenwoordiger van Pernod dat men - indien beide machines in de race bleven - één coureur zou "opofferen" om Tournadre te helpen. Aan de kant van Mang verwachtte het Duitse publiek steun van Martin Wimmer, maar die reed met steun van de Duitse Yamaha-importeur Mitsui en kon moeilijk steun verlenen aan Kawasaki-rijder Mang. Wimmer gaf voor de race aan dat hij Mang niet zou steunen, maar ook niet in de weg zou rijden. |

| Pos | Coureur                | Merk              | Tijd     | Grid     | Punten   |
| --- | ---------------------- | ----------------- | -------- | -------- | -------- |
| 1   | Toni Mang              | Kawasaki          | 35"33'59 | 1        | 15       |
| 2   | Paolo Ferretti         | MBA               | 35"42'02 | 9        | 12       |
| 3   | Thierry Espié          | Pernod            | 35"54'22 | 3        | 10       |
| 4   | Jean-Louis Tournadre   | Yamaha            |          |          | 8        |
| 5   | Patrick Fernandez      | Bimota-Bartol     |          | 7        | 6        |
| 6   | Christian Estrosi      | Pernod            |          | 2        | 5        |
| 7   | Manfred Herweh         | Yamaha            |          | 8        | 4        |
| 8   | Roland Freymond        | MBA               |          | 6        | 3        |
| 9   | Mar Schouten           | MBA               |          | 17       | 2        |
| 10  | Jean-Louis Guignabodet | Kawasaki          |          | 10       | 1        |
| 11  | Jacques Bolle          | Yamaha            |          |          |          |
| 12  | Jean-François Baldë    | Kawasaki          |          |          |          |
| 13  | Tadasu Ikeda           | Yamaha            |          |          |          |
| 14  | Gabriel Grabia         | Yamaha            |          |          |          |
| 15  | Johannes Klement       | Yamaha            |          |          |          |
| 16  | Karl-Thomas Grässel    | Yamaha            |          |          |          |
| 17  | Richard Schlachter     | Yamaha            |          |          |          |
| 18  | Jacques Cornu          | Yamaha            |          |          |          |
| 19  | Bruno Luscher          | Yamaha            |          |          |          |
| 20  | Gerhard Waibel         | Kawasaki          |          |          |          |
| 21  | Herbert Hauf           | Yamaha            |          |          |          |
| 22  | Christian Sarron       | Yamaha            |          |          |          |
| 23  | Leif Nielsen           | Rotax             |          |          |          |
| 24  | Jürgen Schmid          | Yamaha            |          |          |          |
| 25  | Franco Marchegiani     | Yamaha            |          |          |          |
| DNF | Jeffrey Sayle          | Armstrong         |          |          |          |
| DNF | Sito Pons              | Kobas-Rotax       |          |          |          |
| DNF | Massimo Matteoni       | Yamaha            |          |          |          |
| DNF | Jean-Michel Mattioli   | Yamaha            |          |          |          |
| DNF | Tony Head              | Armstrong         |          |          |          |
| DNF | Jean-Marc Toffolo      | Rotax             |          |          |          |
| DNF | Paul Harris            | Yamaha            |          |          |          |
| DNF | Michel Simeon          | Yamaha            |          |          |          |
| DNF | Pierre Bolle           | Yamaha            |          |          |          |
| DNF | Ricardo Tormo          | Zelfbouw-Bartol   |          |          |          |
| DNQ | Donnie Robinson        | Spondon-Yamaha    |          |          |          |
| DNS | Didier de Radiguès     | Chevallier-Yamaha |          | 4        |          |
| DNS | Martin Wimmer          | Spondon-Yamaha    |          | 5        |          |
| DNS | Siegfried Minich       | Rotax             |          |          |          |
| DNS | Carlos Lavado          | Yamaha            | Blessure | Blessure | Blessure |

### Top tien eindstand 250 cc
| Pos. | Coureur                | Merk              | Ptn. |
| ---- | ---------------------- | ----------------- | ---- |
| 1    | Jean-Louis Tournadre   | Yamaha            | 118  |
| 2    | Toni Mang              | Kawasaki          | 117  |
| 3    | Roland Freymond        | MBA               | 72   |
| 4    | Martin Wimmer          | Spondon-Yamaha    | 48   |
| 5    | Carlos Lavado          | Yamaha            | 39   |
| 6    | Didier de Radiguès     | Chevallier-Yamaha | 38   |
| 7    | Paolo Ferretti         | MBA               | 34   |
| 8    | Jean-Louis Guignabodet | Kawasaki          | 30   |
| 9    | Jeffrey Sayle          | Armstrong         | 27   |
| 10   | Christian Sarron       | Yamaha            | 26   |

## 50 cc
De 50cc-klasse opende de Duitse Grand Prix en vanaf de start liepen Stefan Dörflinger en Eugenio Lazzarini weg van de rest van het veld. Dörflinger was in de training twee seconden sneller geweest, maar in de laatste ronde nam Lazzarini in het Motodrom een kleine voorsprong en won de race. Voor het wereldkampioenschap maakte dat geen verschil. Dat was er wel voor Claudio Lusuardi, die derde werd. Omdat zijn concurrent Giuseppe Ascareggi slechts elfde werd veroverde Lusuardi de derde plaats in het WK.

### Uitslag 50 cc
| Stefan Dörflinger had zijn wereldtitel in de GP van San Marino al veiliggesteld, maar sponsor Mike Krauser had het kampioensfeest uitgesteld. Het was nog altijd mogelijk dat Eugenio Lazzarini evenveel punten zou scoren als Dörflinger uitviel, maar dan nog kon hij geen wereldkampioen meer worden. Krauser wilde echter wereldkampioen worden met een echte puntenvoorsprong. De opdracht voor Dörflinger was dan ook: minstens één punt scoren. |

| Pos | Coureur             | Merk              | Tijd     | Grid | Punten |
| --- | ------------------- | ----------------- | -------- | ---- | ------ |
| 1   | Eugenio Lazzarini   | Garelli           | 28"40'57 | 2    | 15     |
| 2   | Stefan Dörflinger   | Krauser-Kreidler  | 28"42'29 | 1    | 12     |
| 3   | Claudio Lusuardi    | Villa             | 28"50'32 | 5    | 10     |
| 4   | Ricardo Tormo       | Bultaco           |          | 3    | 8      |
| 5   | Hagen Klein         | Kreidler          |          | 6    | 6      |
| 6   | Gerd Bauer          | Kreidler          |          | 10   | 5      |
| 7   | George Looijesteijn | Kreidler          |          | 9    | 4      |
| 8   | Reinhard Scheidauer | Kreidler          |          |      | 3      |
| 9   | Peter Verbic        | Kreidler          |          |      | 2      |
| 10  | Ingo Emmerich       | Kreidler          |          |      | 1      |
| 11  | Giuseppe Ascareggi  | Minarelli         |          |      |        |
| 15  | Paul Rimmelzwaan    | Roton             |          | 19   |        |
| 16  | Rini Vrijdag        | Kreidler          |          | 25   |        |
| 17  | Jos van Dongen      | Bultaco           |          | 21   |        |
| DNF | Hans Spaan          | Van Veen-Kreidler | Val      |      |        |
| DNF | Theo Timmer         | Bultaco           | Motor    | 8    |        |
| DNF | Henk van Kessel     | Kreidler          | Motor    | 15   |        |
| DNF | Rainer Kunz         | Kreidler          |          | 4    |        |
| DNF | Hans-Jürgen Hummel  | Sachs             |          | 7    |        |

### Eindstand 50 cc
| Pos. | Coureur            | Merk              | Ptn. |
| ---- | ------------------ | ----------------- | ---- |
| 1    | Stefan Dörflinger  | Krauser-Kreidler  | 81   |
| 2    | Eugenio Lazzarini  | Garelli           | 69   |
| 3    | Claudio Lusuardi   | Villa             | 43   |
| 4    | Ricardo Tormo      | Bultaco           | 40   |
| 5    | Giuseppe Ascareggi | Minarelli         | 38   |
| 6    | Hans-Jürgen Hummel | Sachs             | 19   |
| 7    | Theo Timmer        | Bultaco           | 15   |
| 8    | Massimo De Lorenzi | Minarelli         | 14   |
| 9    | Hans Spaan         | Van Veen-Kreidler | 12   |
| 10   | Hagen Klein        | Massa-Real        | 10   |

## Zijspannen
Rolf Biland nam al in de eerste bocht de leiding, door Egbert Streuer tamelijk bruut de weg af te snijden. Op de natte baan wilde Streuer aanvankelijk de eerste plaats terugveroveren, maar hij koos ervoor op safe te rijden en de tweede plaats veilig te stellen. Verder was er weinig spanning, want Werner Schwärzel hoefde slechts negende te worden en hoewel zijn motor perfect liep, koos hij voor veiligheid. Zijn zesde plaats was ruim voldoende voor de wereldtitel.  

### Uitslag zijspannen
| Werner Schwärzel en Andreas Huber hadden na de GP van San Marino hun wereldkampioenschap al gevierd, maar een week later ontdekte de FIM dat er tijdens de Finse Grand Prix geblunderd was met de puntentelling. Na zeven ronden werd de race daar afgevlagd na het dodelijke ongeluk van Jock Taylor, en er waren geen punten toegekend. Dat bleek een vergissing: wanneer er meer dan twee ronden maar minder dan 75% van de race verreden waren had men de helft van de punten moeten toekennen. Daardoor kregen Rolf Biland/Kurt Waltisperg er 7½ punt bij en Schwärzel/Huber slechts 5. Door dit verschil van 2½ punt kon Biland plotseling toch nog wereldkampioen worden. Hij moest dan wel winnen en Schwärzel mocht niet bij de eerste negen finishen. Biland zou dan bovendien de pijn moeten verbijten, want tijdens de training in San Marino had hij een sleutelbeen gebroken. |

| Pos | Coureur          | Bakkenist          | Merk                  | Tijd     | Grid | Punten |
| --- | ---------------- | ------------------ | --------------------- | -------- | ---- | ------ |
| 1   | Rolf Biland      | Kurt Waltisperg    | Krauser-LCR-Yamaha    | 36"58'09 | 1    | 15     |
| 2   | Egbert Streuer   | Bernard Schnieders | LCR-Yamaha            | 37"10'10 | 2    | 12     |
| 3   | Derek Jones      | Brian Ayres        | LCR-Yamaha            | 37"37'28 | 3    | 10     |
| 4   | Alain Michel     | Michael Burkhardt  | Krauser-Seymaz-Yamaha |          | 7    | 8      |
| 5   | Trevor Ireson    | Donnie Williams    | Ireson-Yamaha         |          | 5    | 6      |
| 6   | Werner Schwärzel | Andreas Huber      | Krauser-Seymaz-Yamaha |          | 4    | 5      |
| 7   | Hermann Huber    | Hermann Bäsler     | Lutz-Yamaha           |          |      | 4      |
| 8   | Hans Hügli       | Andreas Schütz     | Seymaz-Yamaha         |          | 6    | 3      |
| 9   | Patrick Thomas   | Jean-Marc Fresc    | Seymaz-Yamaha         |          |      | 2      |
| 10  | Mick Boddice     | Chas Birks         | Windle-Yamaha         |          |      | 1      |

### Top tien eindstand zijspanklasse
| Pos. | Coureur          | Bakkenist                                                             | Merk                  | Ptn. |
| ---- | ---------------- | --------------------------------------------------------------------- | --------------------- | ---- |
| 1    | Werner Schwärzel | Andreas Huber                                                         | Krauser-Seymaz-Yamaha | 86   |
| 2    | Rolf Biland      | Kurt Waltisperg                                                       | Krauser-LCR-Yamaha    | 82,5 |
| 3    | Alain Michel     | Michael Burkhardt                                                     | Krauser-Seymaz-Yamaha | 68   |
| 4    | Egbert Streuer   | Bernard Schnieders                                                    | LCR-Yamaha            | 47,5 |
| 5    | Jock Taylor (†)  | Benga Johansson                                                       | Fowler-Windle-Yamaha  | 33   |
| 6    | Derek Jones      | Brian Ayres                                                           | LCR-Yamaha            | 29   |
| 7    | Patrick Thomas   | Jean-Marc Fresc, Horst Juhant en Helmut Schilling en Philippe Greffet | Seymaz-Yamaha         | 28   |
| 8    | Masato Kumano    | Kunio Takeshima                                                       | LCR-Yamaha            | 23   |
| 9    | Rolf Steinhausen | Hermann Hahn                                                          | Busch-Yamaha          | 20   |
| 10   | Trevor Ireson    | Donnie Williams                                                       | Ireson-Yamaha         | 20   |

## Trivia

### Laatste 350cc-race
Omdat de 350cc-klasse werd afgeschaft werd Toni Mang voor eeuwig wereldkampioen, maar Manfred Herweh, die zijn allereerste WK-overwinning behaalde, werd de laatste klassewinnaar. 

### Weinig overwinningen
Jean-Louis Tournadre werd wereldkampioen 250 cc met slechts één overwinning (de Franse Grand Prix, die door de toprijders geboycot was). Toni Mang werd in de 350cc-klasse wereldkampioen met slechts één overwinning (de Finse Grand Prix). Werner Schwärzel/Andreas Huber wonnen de zijspantitel zelfs zonder een enkele overwinning.
1925 · 1926 · 1927 · 1928 · 1929 · 1930 · 1931 · 1933 · 1934 · 1935 · 1936 · 1937 · 1938 · 1939 · 1949 · 1950 · 1951 · 1952 · 1953 · 1954 · 1955 · 1956 · 1957 · 1958 · 1959 · 1960 · 1961 · 1962 · 1963 · 1964 · 1965 · 1966 · 1967 · 1968 · 1969 · 1970 · 1971 · 1972 · 1973 · 1974 · 1975 · 1976 · 1977 · 1978 · 1979 · 1980 · 1981 · 1982 · 1983 · 1984 · 1985 · 1986 · 1987 · 1988 · 1989 · 1990 · 1991 · 1992 · 1993 · 1994 · 1995 · 1996 · 1997 · 1998 · 1999 · 2000 · 2001 · 2002 · 2003 · 2004 · 2005 · 2006 · 2007 · 2008 · 2009 · 2010 · 2011 · 2012 · 2013 · 2014 · 2015 · 2016 · 2017 · 2018 · 2019 · 2021 · 2022 · 2023 · 2024 · 2025